# 경주고속터미널

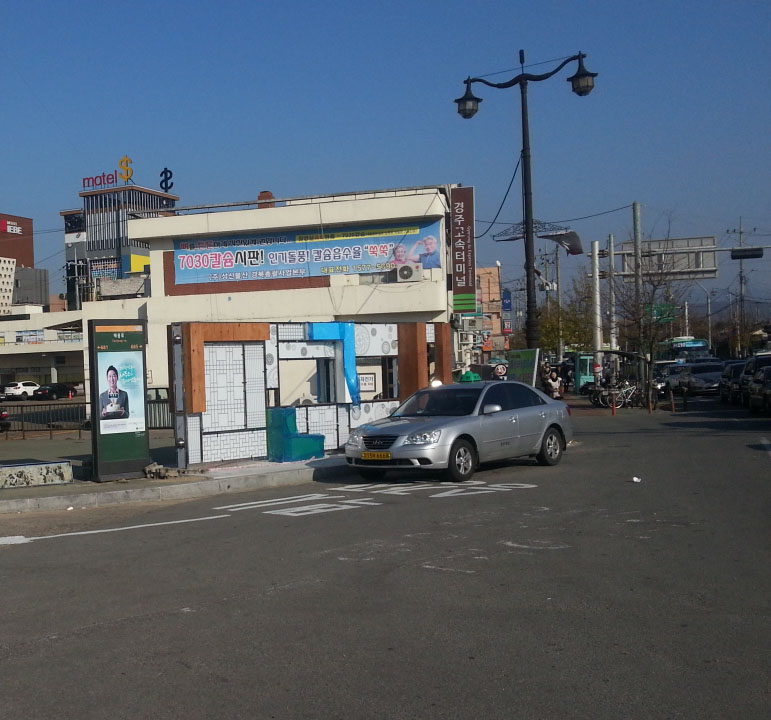
경주고속버스터미널 뒤편

경주고속터미널(慶州高速터미널)은 경상북도 경주시 노서동에 있는 고속버스 터미널이다. 1972년에 개장했다. 고속버스 전산망상의 터미널 번호는 815이다.

## 운행 노선
- 대전 노선은 2015년 5월 7일에 폐지됐다. 따라서 대전으로 가려면 경주역으로 이동해야 한다. 경주고속버스터미널에는 경주역으로 운행하는 일반버스 노선이 모두 정차한다.
- 동대구, 부산 완행노선은 2017년 10월 동대구/부산행으로 분리되고 2회로 감축 운행하다가, 2018년 1월에 모두 폐지됐다. 또한 금호고속에서 운행했던 고속터미널 착발 동대구/부산 노선도 모두 폐지되어 경주시외버스터미널에서 이용해야 한다.
- 김해국제공항 리무진버스도 고속터미널에 들어왔으나, 2019년 12월부터 경주시외버스터미널로 변경됐다.

| 운행 노선       | 운행 업체                  | 운행 구간 | 운행 구간 | 운행 구간 | 경유지       | 배차 간격 | 시간표                                      |
| --------------- | -------------------------- | --------- | --------- | --------- | ------------ | --------- | ------------------------------------------- |
| 경주 ↔ 서울경부 | 한일고속 금호고속 천일고속 | 경주      | ↔         | 서울경부  | 낙동강휴게소 | 60~70     | 첫차:00:00(경주 기준) 막차:20:10(경주 기준) |
| 경주 ↔ 목포     | 금호고속                   | 경주      | ↔         | 목포      | 광주         | 2회       | 09:40, 16:40                                |

## 시설
- 별도로 컴포즈 커피 체인점이 있다.

## 같이 보기
- 경주시외버스터미널
- 강변로